# 1735
1735 (MDCCXXXV) byl rok, který dle gregoriánského kalendáře započal sobotou.

## Události

### Probíhající události
- 1733–1735 – Válka o polské následnictví
- 1735–1739 – Rusko-turecká válka

## Vědy a umění
- Carl Linné publikoval své dílo Systema naturae, ve kterém popsal všechny tehdy známé organismy krátkou latinskou charakteristikou a označil je dvojslovnými názvy, tj. rodovým a druhovým jménem (biologická nomenklatura), z nichž většina platí dodnes.

## Narození

### Česko
- 26. února – Josef Rosenauer, inženýr, stavitel Schwarzenberského kanálu († 10. března 1804)
- 5. dubna – František de Paula Hrzán z Harasova, rakouský kardinál českého původu († 1. června 1804)
- 22. dubna – Jan Leopold Hay, královéhradecký biskup († 1. června 1794)
- 28. září – Václav Fortunát Durych, kněz a filolog († 31. srpna 1802)
- 30. listopadu – Ondřej Schweigl, barokně-klasicistní sochař, řezbář a štukatér († 24. března 1812)

### Svět

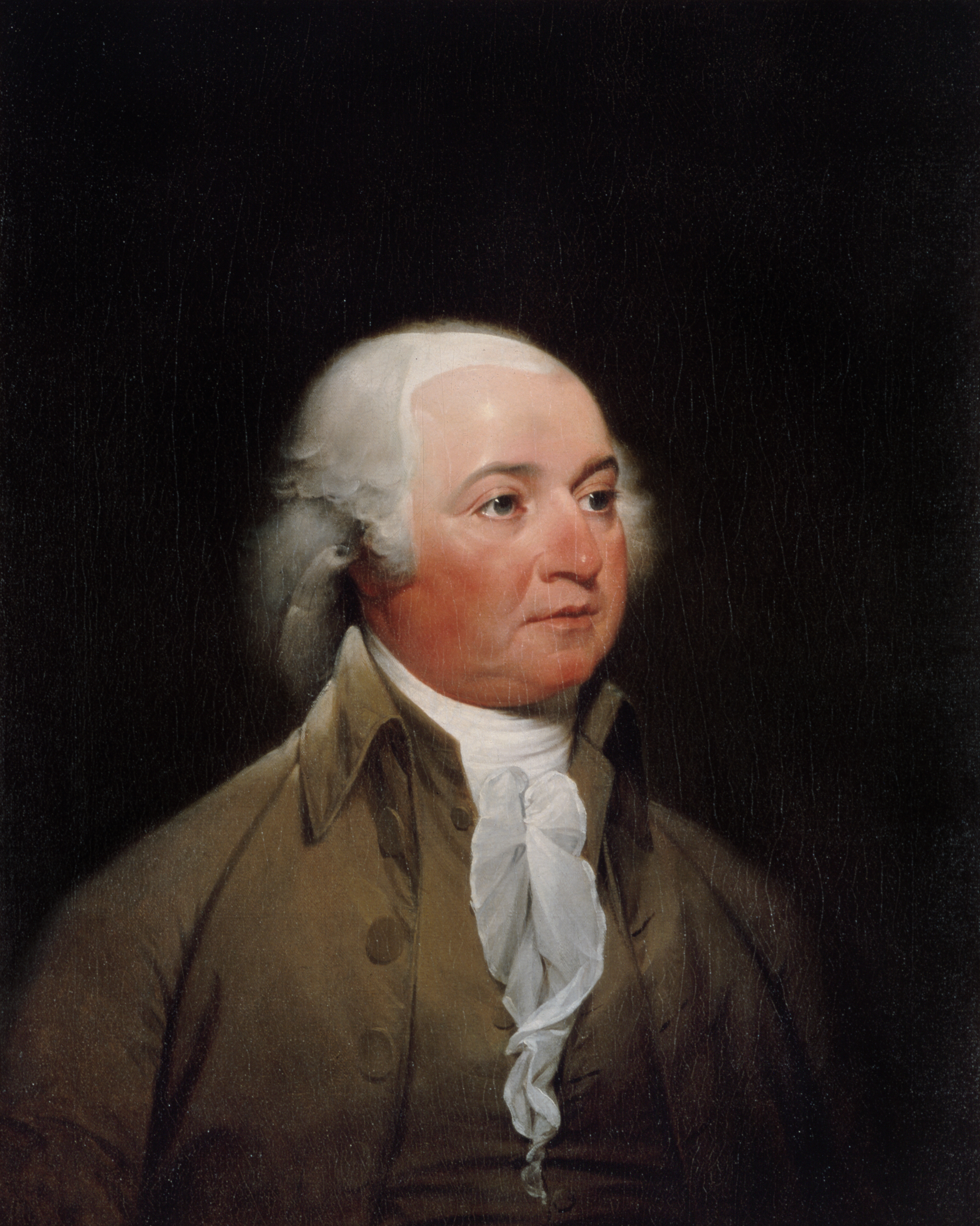
John Adams (* 30. října)

- 3. února – Ignacy Krasicki, polský prozaik († 14. března 1801)
- 5. února – Paul Kray von Krajova und Topollya, rakouský vojevůdce († 19. ledna 1804)
- 22. února – Charles Lennox, 3. vévoda z Richmondu, britský maršál a šlechtic († 29. prosince 1806)
- 25. února – Ernst Wilhelm Wolf, německý koncertní mistr a skladatel († 1. prosince 1792)
- 28. února – Alexandre-Théophile Vandermonde, francouzský matematik a chemik († 1. ledna 1796)
- 21. března – Karl Heinrich Seibt, lužický kněz, filosof a rektor pražské univerzity († 2. dubna 1806)
- březen – John Langhorne, anglický básník, kněz a překladatel († 1. dubna 1779)
- 21. dubna – Ivan Petrovič Kulibin, ruský hodinář, mechanik, projektant a vynálezce († 8. listopadu 1818)
- květen – Dmitrij Grigorjevič Levickij, rusko-ukrajinský malíř († 17. dubna 1822)
- 11. května – Franz von Lauer, rakouský polní zbrojmistr († 11. září 1803)
- 28. května – François-Christophe Kellermann, francouzský generál († 13. září 1820)
- 5. července – August Ludwig von Schlözer, německý historik († 9. září 1809)
- 18. července – Johann Krieger, německý varhaník, cembalista a hudební skladatel (* 20. prosince 1651)
- 18. srpna – Károly Ferenc Palma, maďarský jezuita, probošt a biskup († 10. února 1787)
- 21. srpna – Tobias Furneaux, anglický mořeplavec († 19. září 1781)
- 5. září – Johann Christian Bach, německý skladatel a varhaník († 1. ledna 1782)
- 28. září – Augustus Fitzroy, britský státník († 14. března 1811)
- 30. října – John Adams, druhý prezident USA († 4. července 1826)
- 25. prosince – Traugott Bartelmus, slezský luteránský duchovní († 13. září 1809)
- ? – Fjodor Rokotov, ruský malíř († 23. prosince 1808)

## Úmrtí
Česko
- 4. ledna – Jan Florián Hammerschmidt, český kněz, spisovatel a básník (* 4. května 1652
- 17. ledna – Ludvík Josef z Hartigu, císařský místodržící Království českého (* 1685)
- 27. července – Adolf Bernard z Martinic, český šlechtic (* před 1690)
- 24. srpna – Karel Slavíček, český misionář v Číně (* 24. prosince 1678)
- 24. září – Petr Brandl, český malíř (* 24. října 1668)
- 2. listopadu – Šimon Brixi, český hudební skladatel (* 28. října 1693)
- ? – Antonín Appeller, barokní kameník (* 6. června 1677)

Svět
- 27. března – Ján Baltazár Magin, slovenský básník a historik (* 6. ledna 1681)
- 8. dubna – František II. Rákoczi, sedmihradský kníže, vůdce neúspěšného protihabsburského uherského povstání (* 1676)
- 29. července – Žofie Luisa Meklenbursko-Schwerinská, pruská královna (* 6. května 1685)
- 9. srpna – Hedvika Meklenburská, sasko-mersebursko-zörbiská vévodkyně (* 12. ledna 1666)
- 8. října – Jung-čeng, čínský císař (* 13. prosince 1678)
- 25. října – Charles Mordaunt, 3. hrabě z Peterborough, britský generál a admirál (* 1658)
- ? – Jean Nicolas de Francine, ředitel Královské hudební akademie v Paříži (* 1662)

## Hlavy států
- Francie – Ludvík XV. (1715–1774)
- Habsburská monarchie – Karel VI. (1711–1740)
- Osmanská říše – Mahmud I. (1730–1754)
- Polsko – Stanislav I. Leszczyński (1733–1736)
- Portugalsko – Jan V. (1706–1750)
- Prusko – Fridrich Vilém I. (1713–1740)
- Rusko – Anna Ivanovna (1730–1740)
- Španělsko – Filip V. (1724–1746)
- Švédsko – Frederik I. (1720–1751)
- Velká Británie – Jiří II. (1727–1760)
- Papež – Klement XII. (1730–1740)
- Japonsko – Nakamikado (1709–1735) / Sakuramači (1735–1747)
- Perská říše – Abbás III.